# Destiny (Saxon)
Destiny is het negende album van de Britse band Saxon, uitgebracht in 1988 door Enigma Records. Drummer Nigel Glockler werd vervangen door Nigel Durham.

## Nummers
1. Ride Like the Wind – 4:28
2. Where the Lightning Strikes – 4:19
3. I Can't Wait Anymore – 4:24
4. Calm Before the Storm – 3:46
5. S.O.S. – 6:02
6. Song for Emma – 4:45
7. For Whom the Bell Tolls – 3:54
8. We Are Strong – 3:55
9. Jericho Siren – 3:36
10. Red Alert – 4:34

## Bezetting
- Biff Byford - zang
- Graham Oliver - gitaar
- Paul Quinn - gitaar
- Paul Johnson - basgitaar
- Nigel Durham - drums